# Desmodilliscus braueri
Desmodilliscus braueri é uma espécie de roedor da família Muridae. É a única espécie do género Desmodilliscus.
Pode ser encontrada nos seguintes países: Burkina Faso, Camarões, Chade, Mali, Mauritânia, Níger, Nigéria, Senegal e Sudão.
Os seus habitats naturais são: savanas áridas.